# Белые люди не умеют прыгать (фильм, 2023)
«Белые люди не умеют прыгать» (англ. White Men Can't Jump) — американская спортивная кинокомедия 2023 года, снятая режиссером известным под профессиональным псевдонимом Калматик. Является ремейком одноимённого фильма 1992 года. Фильм был выпущен 19 мая 2023 года на стриминговом сервисе Hulu.

## В ролях
- Синква Уоллс в роли Камала
- Джек Харлоу, как Джереми
- Лэнс Реддик, как Бенджи
- Тейана Тейлор в роли Имани
- Лаура Харриер в роли Татьяны
- Майлз Буллок в роли Ренцо
- Винс Стейплз в роли Спиди
- Зак Штайнер в роли Филиппа Уильямсона
- Дж. Альфонс Николсон в роли Джермайна
- Эйден Шут в роли Дрю
- Бентли Грин в роли Джейкоби
- Эндрю Шульц в роли TJ
- Джеймс Эрл в роли Муча

Также, баскетболисты Блейк Гриффин, Тейлор Рукс и Тайлер Хирро играют самих себя.

## Производство
В январе 2017 года сообщалось, что продюсер Кения Баррис разрабатывает ремейк фильма «Белые люди не умеют прыгать». В марте 2022 года выяснилось, что в фильме будет сниматься рэпер и актер Джек Харлоу в роли, которую в оригинальном фильме Вуди Харрельсон. В апреле 2022 года Синкуа Уоллс получил роль Камала Аллена, которого в 1992 году играл Уэсли Снайпса.
Съемки начались 11 мая 2022 года в Лос-Анджелесе, и завершились к июлю 2022 года. 11 января 2023 года фильм уже находился на постпродакшне.

## Выпуск
Фильм был выпущен 19 мая 2023 года на стриминговом сервисе Hulu.

## Отзывы
На сайте Rotten Tomatoes 26 % из 68 критиков написали фильму положительные отзывы со средней оценкой 4,6/10. На сайте Metacritic фильм имеет средневзвешенный рейтинг 40 из 100, согласно выводу основанному на отзывах 22 критиков. Это указывает на «смешанные или средние отзывы». Роберт Дэниелс дал фильму 1 из 4 звезд, назвав его «столь же лишенным воображения, сколь и банальным, столь же скучным, сколь и дешевым, столь же неудовлетворительным, сколь бывает любой захват бабла с помощью известной интеллектуальной собственности». Венди Айд из The Guardian поставила ему 3 звезды из 5, написав: «Фильм нормальный. Однако, резкие грани оригинала были сглажены в пользу более безопасного, более общего шаблонного подхода к спортивным фильмам» .